# Hazel Run
Hazel Run est une ville américaine située dans le Comté de Yellow Medicine, dans le Minnesota. Selon le recensement de 2010, sa population est de 63 habitants.